# Анвар аль-Авлакі
Анвар Насер Абдулла аль-Авлакі (араб. أنور العولقي; 21 або 22 квітня 1971 року – 30 вересня 2011) — американсько-єменський лектор і джихадист, убитий 2011 року в Ємені ударом американським безпілотником за наказом президента Барака Обами. Став першим громадянином США, який став мішенню і убитий ударом американського безпілотника. Представники уряду США стверджують, що аль-Авлакі був ключовим організатором ісламістської бойової групи Аль-Каїда.
Народився в Лас-Крусес, штат Нью-Мексико, 1971 року в родині єменців. Ріс у США і Ємені, навчався в кількох університетах США у 1990-х і на початку 2000-х років. Попри відсутність релігійної кваліфікації та майже без релігійної освіти служив імамом. На початку 2004 року повернувся до Ємену і став викладачем університету після нетривалої кар'єри оратора у Великій Британії. 2006 року затриманий владою Ємену. Через 18 місяців звільнений з в'язниці без судового процесу.
Після звільнення відкрито підтримував насильство і засуджував зовнішню політику США щодо мусульман. Мав зв'язки з Нідалом Хасаном, засудженим за стрілянину 2009 року у Форт-Гуді, й Умаром Фаруком Абдулмуталлабом, який намагався підірвати бомбу на рейсі 253 Northwest Airlines. Заочно засуджений Єменом у листопаді 2010 року за змову з метою вбивства іноземців і членство в Аль-Каїді. Єменський суддя ухвалив рішення схопити його «живим чи мертвим». У США заявляли, що 2009 року аль-Авлакі став «регіональним командиром» в Аль-Каїді. Неодноразово закликав до джихаду проти США. У квітні 2010 року президент Барак Обама включив аль-Авлакі до списку смертників ЦРУ. Батько аль-Авлакі та правозахисні групи оскаржили це рішення в суді. США розгорнули безпілотні літальні апарати (дрони) в Ємені, щоб знайти та вбити його, але не змогли вбити щонайменше один раз. Убитий 30 вересня 2011 року.
У червні 2014 року розсекречений меморандум Міністерства юстиції США, у якому вбивство аль-Авлакі названо законним актом війни. Прихильники громадянських свобод назвали вбивство аль-Авлакі позасудовою стратою, яка порушила конституційні права. 2015 року газета «Нью-Йорк таймс» зазначила, що публічні заяви та відео аль-Авлакі мали більший вплив на дії ісламських терористів після його вбивства, ніж до його смерті.

## Ранні роки
Народився 1971 року в Лас-Крусес, штат Нью-Мексико, США, в родині єменців. Його батько, Насер аль-Авлакі, навчався в університетах США, був стипендіатом програми Фулбрайта, 1971 року здобув ступінь магістра економіки сільського господарства в Університеті штату Нью-Мехіко, у 1975—1977 роках здобував ступінь доктора в Університеті Небраски та працював в Університеті Міннесоти. Насер аль-Авлакі був міністром сільського господарства в уряді Алі Абдалли Салеха. Також був президентом Університету Сани. Прем'єр-міністр Ємену у 2007—2011 роках Алі Мухаммед Муджур був його родичем.
1978 року сім'я повернулася до Ємену, тоді аль-Авлакі було сім років. Там він прожив 11 років, навчався в Azal Modern School.

## Життя в США (1990—2002)

### Освіта
1991 року поїхав до США для вступу до коледжу. Здобув ступінь бакалавра цивільного будівництва в Університеті штату Колорадо (1994), де він був президентом Асоціації мусульманських студентів. 1993 року, ще студентом коледжу за програмою цивільного будівництва штату Колорадо, відвідав Афганістан після радянської окупації. Деякий час тренувався з моджахедами, які воювали проти Рад. За словами друзів зі штату Колорадо, він був пригнічений бідністю та голодом країни, і «не пішов би з Аль-Каїдою», поїздка глибоко вплинула на нього. Тоді мулла Мохаммед Омар ще не сформував Талібан. Після повернення аль-Алвакі виявив підвищений інтерес до релігії та політики. Вивчав освітнє лідерство в Університеті штату Сан-Дієго, здобувши ступінь магістра. 2001 року працював над докторською дисертацією з розвитку людських ресурсів у Вищій школі освіти та людського розвитку Університету Джорджа Вашингтона.

### Імам
1994 року одружився на двоюрідній сестрі з Ємену і почав служити за сумісництвом імамом Денверського ісламського товариства. 1996 році старійшина покарав його за заклики, щоб саудівський студент воював в Чечні проти росіян. Незабаром він залишив Денвер і переїхав до Сан-Дієго.
У 1996—2000 роках служив імамом в мечеті Масджид Ар-Рібат аль-Ісламі в Сан-Дієго, Каліфорнія, де мав 200—300 прихильників. Пізніше офіційні особи США стверджували, що Наваф аль-Хазмі та Халід аль-Міхдхар, викрадачі рейсу 77 American Airlines, відвідували його проповіді й особисто зустрічалися з ним у цей період, хоча за словами аль-Авлакі, їхні розмови були тривіальними. Пізніше Хазмі жив у Північній Вірджинії і відвідував там мечеть аль-Авлакі. У звіті Комісії про події 11 вересня йдеться, що викрадачі «як повідомляється, поважали [аль-Авлакі] як релігійного представника». У Сан-Дієго аль-Авлакі займався волонтерством у молодіжних організаціях, рибалив, обговорював свої подорожі з друзями та створив популярну та прибуткову серію записаних лекцій.
У 1998—1999 роках працював віцепрезидентом Благодійного товариства соціального забезпечення. З червня 1999 року по березень 2000 року ФБР проводило розслідування на предмет його можливих зв'язків із Хамасом, контактною особою бен Ладена Зіядом Халілем і візитом соратника Омара Абдель-Рахмана, за результатами якого не знайшлося достатніх доказів для кримінального переслідування. 2004 року ФБР описало це товариство як «підставну організацію для переведення грошей терористам». Аль-Авлакі сказав журналістам, що пішов у відставку з посади керівника мечеті Сан-Дієго «після безпроблемних чотирьох років» і взяв коротку відпустку для подорожей за кордон.
Аль-Авлакі вирішив здобути ступінь доктора філософії та вступив до Університету Джорджа Вашингтона, і 2000 року став імамом сусідньої приміської мечеті Дар аль-Хіджра. Один із членів правління мечеті, який найняв аль-Авлакі, заявив, що переконаний, що аль-Авлакі не має жодних схильностей або діяльності, пов'язаної з тероризмом. Новий імам, якого в той час описували як привабливого та чарівного, почав залучати молодих людей до мечеті, одночасно посилюючи зв'язки з мусульманською громадою Північної Вірджинії. Його майстерність оратора та володіння

англійською мовою допомогли залучити послідовників, які не розмовляли арабською. Речник мечеті Джохарі Абдул-Малік сказав про аль-Авлакі: «Він був чарівною паличкою». Вважався поміркованим під час свого перебування в Дар Аль-Хіджрі, публічно засудив напади 11 вересня та Аль-Каїду, навіть отримав запрошення виступити в Міністерстві оборони США і став першим імамом, якого запросили провести молитовну службу для Асоціації мусульманських співробітників Конгресу в Капітолії США. Він очолював наукові дискусії, які відвідував директор контррозвідки ФБР на Близькому Сході Гордон М. Сноу. Аль-Авлакі служив мусульманським капеланом в Університеті Джорджа Вашингтона. Після терактів 11 вересня ЗМІ шукали аль-Авлакі у Вашингтоні, округ Колумбія, щоб почути його відповіді про іслам, ритуали та його зв'язок із нападами. Він дав інтерв'ю «National Geographic», «Нью-Йорк таймс» й іншим ЗМІ. Засудив напади. Згідно зі звітом NPR за 2010 рік, 2001 року аль-Авлакі здавався поміркованим, він міг «подолати прірву між США та світовою спільнотою мусульман». Тоді ж газета «Нью-Йорк таймс» заявила, що його «вважали новим поколінням мусульманського лідера, здатного об'єднати Схід і Захід». 2010 року Fox News і «Нью-Йорк дейлі ньюз» повідомили, що через кілька місяців після терактів 11 вересня співробітник Пентагону запросив аль-Авлакі на обід в Офіс генерального юрисконсульта. Міністр армії США запропонував запросити для виступу поміркованого мусульманина.
Анвар аль-Авлакі про викрадачів 11 вересня
Привернув увагу правоохоронних органів, коли федеральні слідчі виявили, що двоє ймовірних викрадачів 11 вересня відвідували ту саму мечеть у Сан-Дієго в той самий час, коли аль-Авлакі служив імамом, а також Дар Аль-Хіджра (разом з третім ймовірним викрадачем). Коли поліція, яка розслідувала напади 11 вересня, провела обшук у гамбурзькій квартирі Рамзі бін аль-Шиба, вони знайшли номер телефону аль-Авлакі серед особистих контактів бін аль-Шиба. Через шість днів після терактів 11 вересня аль-Авлакі написав на вебсайті IslamOnline.net, що агенти ізраїльської розвідки могли бути відповідальними за напади, а ФБР «проникло до списку літаків, і той, хто мав мусульманське або арабське ім'я став викрадачем за замовчуванням». Після терактів 11 вересня ФБР проводило допит аль-Авлакі чотири рази протягом восьми днів. Після повторних допитів встановили за ним спостереження. Попри те, що деякі правоохоронні органи та державні службовці відверто висловлювали свої підозри щодо ролі аль-Авлакі у змові 11 вересня, жодних переконливих доказів цієї теорії не наводилось. Аль-Авлакі залишив Дар аль-Хіджра на початку 2002 року через увагу ЗМІ після теракту, яке відвертало імама від його обов'язків.
2002 року опублікував есе «Чому мусульмани люблять смерть» арабською мовою на вебсайті Islam Today, вихваляючи запал палестинських терористів-смертників. Подібну думку він висловив у промові в лондонській мечеті того ж року. У липні 2002 року аль-Авлакі перебував під слідством у США за отримання грошей від об'єкта розслідування Об'єднаної оперативної групи з боротьби з тероризмом США. Його внесли до списку підозрюваних у тероризмі.

### Підробка паспортів
У червні 2002 року федеральний суддя Денвера підписав ордер на арешт аль-Авлакі за підробку паспорта. 9 жовтня прокуратура США в Денвері подала клопотання про відхилення скарги та скасування ордера на арешт. За словами прокурора США Дейва Гоуетта, прокурори вважали, що їм бракує достатніх доказів злочину. 1990 року аль-Авлакі вказав Ємен, а не США як місце свого народження у заяві на отримання номера соціального страхування після прибуття до США. 1993 року використав цей документ для отримання паспорта. Пізніше змінив місце народження на Лас-Крусес, Нью-Мексико. «Дивна річ полягає в тому, що якщо ви вкажете Ємен (у заявці), вам буде важче отримати номер соціального страхування, ніж сказати, що ви є корінним громадянином Лас-Крусеса», — сказав Гауетт.
У жовтні 2002 року повернувся із закордону, прокуратура не могла висунути йому звинувачення, оскільки минув 10-річний термін давності за вказання неправдивої інформації у заяві Управлінню соціального захисту. Згідно зі звітом 2012 року Fox News, ордер на арешт за підробку паспорта все ще діяв вранці 10 жовтня 2002 року, коли агент ФБР Вейд Аммерман наказав звільнити аль-Авлакі. Конгресмен США Френк Вулф і кілька комітетів Конгресу закликали директора ФБР Роберта Мюллера надати пояснення щодо дій бюро стосовно аль-Авлакі, включно з його звільненням з-під варти при наявності ордер на його арешт. Клопотання про скасування ордера на арешт було схвалено мировим суддею 10 жовтня та подано 11 жовтня.
2009 року ABC News повідомляв, що Об'єднана оперативна група з боротьби з тероризмом у Сан-Дієго не погодилася з рішенням скасувати ордер. Вони стежили за аль-Авлакі і хотіли «подивитися на нього під мікроскопом». Але прокурор США Гауетт сказав, що не було ніяких заперечень щодо скасування ордера на зустрічі, в якій брав участь Рей Фурньє, агент федеральної дипломатичної безпеки Сан-Дієго, чиї звинувачення поклали початок спробі отримати ордер. За словами Гауетта, у той час аль-Авлакі загрожувало близько шести місяців ув'язнення.
«Нью-Йорк таймс» припустила, що аль-Авлакі вказав Ємен місцем походження, щоб отримати право на стипендію, яку надають іноземним громадянам. Конгресмен США Френк Р. Вольф заявив у травні 2010 року, що вказавши неправдиву інформацію, він шахрайським шляхом отримав стипендії на понад 20 000 доларів США, виділених для іноземних студентів.
У Північній Вірджинії, аль-Авлакі відвідав Алі аль-Тімімі, пізніше знаного як радикального ісламського священнослужителя. Аль-Тімімі засуджений 2005 року до довічного ув'язнення за керівництво Мережею джихаду у Вірджинії, підбурюючи послідовників мусульман до боротьби з Талібаном проти США.

## У Великій Британії (2002—2004)
За словами імама Джохарі Абдул-Маліка з мечеті Дар аль-Хіджра, аль-Авлакі залишив США наприкінці 2002 року через «атмосферу страху та залякування».
— Єменський чиновник знайомий з антитерористичними операціями
Кілька місяців жив у Великій Британії, де виступав з доповідями, в яких брали участь до 200 осіб. Закликав молодих мусульманських послідовників: «Важливий урок, який слід засвоїти тут, полягає в тому, що ніколи, ніколи не довіряйте кафірам. Не довіряйте їм! [Їхні лідери] планують знищити цю релігію. Вони задумують вночі і вдень». Студент, який 2003 року відвідував його лекції сказав, що «Він був головною людиною, яка переклала джихад англійською».
Прочитав серію лекцій у грудні 2002 року та січні 2003 року в лондонській мечеті Масджид аль-Таухід, описуючи нагороди, які мученики (шахіди) отримують у раю (джаннаті). У нього з'явились прихильники, особливо серед молодих мусульман, і 2002 року він здійснив лекційний тур Англією та Шотландією спільно з Асоціацією мусульман Британії. Він також читав лекції на «ExpoIslamia», заході, який проводить Ісламський форум Європи. У мечеті Східного Лондона він сказав своїм слухачам: «Мусульманин є братом мусульманина… він не зраджує його і не віддає його… Мусульманина ворогам не віддають».
2003 року у парламенті Великої Британії Луїза Еллман, депутат від Ліверпул Ріверсайд, обговорювала стосунки між аль-Авлакі та Мусульманською асоціацією Великої Британії, фронтовою організацією «Братів мусульманів», заснованою Кемалем ель-Хельбаві, старшим членом єгипетської організації «Брати-мусульмани».

## Повернення до Ємену (2004—2011)
На початку 2004 року повернувся до Ємену, де оселився у мухафазі Шабва з дружиною та п'ятьма дітьми. Читав лекції в Університеті Імана, очолюваному Абдулом Маджидом аль-Зіндані, зі списку осіб Комітету ООН, які належать або пов'язані з Аль-Каїдою. Аль-Зіндані заперечував будь-який вплив на аль-Авлакі або те, що він був його «прямим учителем». Вважається, що шкільна програма займалася переважно, якщо не виключно, радикальними дослідженнями ісламу та пропагує радикалізм. Навернений американець Джон Вокер Лінд й інші випускники були пов'язані з бойовиками.
31 серпня 2006 року аль-Авлакі заарештований разом із чотирма іншими за звинуваченнями у викраденні шиїтського підлітка з метою отримання викупу й участі в змові Аль-Каїди з метою викрадення військового аташе США. Ув'язнений у 2006 і 2007 роках. Приблизно у вересні 2007 року два агенти ФБР допитали його щодо терактів 11 вересня й інших тем. Джон Негропонте, директор національної розвідки, заявив офіційним особам Ємену, що не заперечує проти затримання аль-Авлакі.
Його ім'я було у списку зі 100 ув'язнених, звільнення яких домагалися бойовики пов'язані з Аль-Каїдою в Ємені. Після 18 місяців у єменській в'язниці звільнений 12 грудня 2007 року. За словами представника служби безпеки Ємену, його звільнили, тому що він розкаявся. Він переїхав до свого сімейного будинку в селі Саїд в горах Шабва.
Організація «Cage» Моаззама Бегга, що представляла колишніх ув'язнених Гуантанамо, виступала за звільнення аль-Авлак із в'язниці Ємена. Аль-Авлакі сказав Беггу в інтерв'ю після звільнення, що до свого ув'язнення в Ємені засуджував напади 11 вересня.

У грудні 2008 року надіслав віншувальне комюніке сомалійському войовничому угрупованню Джамаат Аш-Шабааб.
— Єменський чиновник знайомий з антитерористичними операціями
Завдяки аль-Авлакі Аль-Каїда в Ємені перебувала під захистом могутнього племені авлакі від уряду. За кодексом племені вони захищають тих, хто шукає притулку та допомоги. Ця вимога має більшу силу, коли людина є членом племені або другом одноплемінника. Девіз племені: «Ми — іскри пекла; хто завадить нам, буде спалений». За повідомленнями, аль-Авлакі допомагав укладати угоди з лідерами інших племен.
За словами його батька, розшукуваний єменською владою, яка розслідувала його зв'язки з Аль-Каїдою, аль-Авлакі переховувався приблизно у березні 2009 року. До грудня 2009 року аль-Авлакі був у списку найбільш розшукуваних осіб Ємену. Вважалося, що він переховувався в єменських регіонах Шабва або Маріб, які входять до так званого «трикутника зла». Цей район став притулком для бойовиків Аль-Каїди через місцевих племен, незадоволених центральним урядом Ємену.
Єменські джерела спочатку повідомили, що аль-Авлакі могли вбити під час передсвітанкового повітряного удару винищувачів ПС Ємену під час зустрічі високопоставлених лідерів Аль-Каїди в схованці в Рафді в східній Шабві 24 грудня 2009 року. Але він вижив. «Правда» повідомила, що літаки за підтримки саудівської та американської розвідки вбили щонайменше 30 членів Аль-Каїди з Ємену та з-за кордону, а будинок аль-Авлакі потерпав від «налетів і був зруйнований». 28 грудня «Вашингтон пост» повідомила, що офіційні особи США та Ємену заявили, що аль-Авлакі був присутній на зустрічі. Єменський журналіст Абдул Ела аш-Шая сказав, що аль-Авлакі зателефонував йому 28 грудня і сказав, що з ним усе добре і він не був на зустрічі Аль-Каїди. Аш-Шая не пов'язував аль-Авлакі з Аль-Каїдою.
У березні 2010 року з'явився стрічка за участю аль-Авлакі, на якій він закликав мусульман, які проживають у США, атакувати країну.

### Відеоконференції у Великій Британії
У 2007—2009 роках щонайменше сім разів у п'яти місцях Великої Британії транслював лекції в мечетях й інших місцях через відеозв'язок. Noor Pro Media Events провели конференцію в мечеті Східного Лондона 1 січня 2009 року, демонструючи відео лекцію аль-Авлакі. Колишній тіньовий міністр внутрішніх справ Домінік Грів висловив занепокоєння аль-Авлакі.
У вересні 2008 року виступав по відеозв'язку в Англії для ісламського студентського товариства Вестмінстерського університету, центру мистецтв у Східному Лондоні у квітні 2009 року (після схвалення ради Тауер-Гамлетс), вірян в мечеті Аль-Худа в Бредфорді та вечері організації Cageprisoners у вересні 2008 року у південному Лондоні. 23 серпня 2009 року місцева влада Кенсінгтона і Челсі заборонила аль-Авлакі виступати в мерії Кенсінгтона через відеозв'язок на вечері зі збору коштів для ув'язнених Гуантанамо за сприяння організації Cageprisoners. Його відеоролики, в яких обговорювалися його ісламістські теорії, поширилися Великою Британією. До лютого 2010 року сотні аудіозаписів його проповідей були доступні в публічних бібліотеках Тауер-Гамлетс. 2009 року на лондонському каналі Islam Channel рекламувалися його DVD-диски і щонайменше дві його лекції-відеоконференції.

### Інші зв'язки

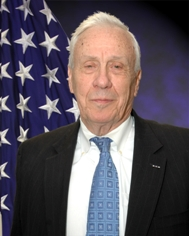
2008 року Чарльз Аллен, колишній заступник міністра внутрішньої безпеки США, публічно попередив, що аль-Авлакі нібито націлює на мусульман онлайнлекції, які заохочують до терористичних атак.

Агенти ФБР ідентифікували аль-Авлакі як знаного, важливого «вербувальника Аль-Каїди» та духовного мотиватора. Його ім'я фігурувало в десятці терористичних змов у США, Великій Британії та Канаді. Справи містили терористів-смертників, залучених до вибухів у Лондоні 2005 року, джихадистів у справі про тероризм у Торонто 2006 року, джихадистів у плані нападу на Форт-Дікс 2007 року, вбивцю у стрілянині у Літтл-Рок 2009 року та теракт на Таймс-сквер 2010 року. У кожному випадку підозрювані дотримувались послань аль-Авлакі, які слухали онлайн і на компакт-дисках.
Записані лекції аль-Авлакі прослухали ісламістські фундаменталісти щонайменше у шести терористичних осередках у Великій Британії до 2009 року. Майкл Фінтон, який у вересні 2009 року намагався розбомбити Федеральну будівлю та прилеглі офіси конгресмена Аарона Шока в Спрінгфілді, захоплювався аль-Авлакі та цитував його на своїй сторінці в Myspace. Окрім вебсайту, аль-Авлакі мав сторінку шанувальників у Facebook зі США, багато з яких були школярами. Аль-Авлакі створив вебсайт і блог, на яких ділився своїми поглядами.
Аль-Авлакі спонукав кількох інших екстремістів приєднатися до бойових організацій за кордоном і здійснити теракти у своїх країнах. Мохамед Алесса та Карлос Альмонте, двоє американських громадян із Нью-Джерсі, намагалися поїхати до Сомалі у червні 2010 року, щоб приєднатися до пов'язаного з Аль-Каїдою бойового угруповання Джамаат Аль-Шабаб. Як повідомлялося, вони дивилися кілька відео та проповідей аль-Авлакі, у яких він попереджав про майбутні напади, націлені на американців у США та за кордоном. За свідченнями Закарі Чессера, американського громадянина, заарештованого за спробу надати матеріальну підтримку Джамаату Аль-Шабаабу, він дивився онлайн-відео за участю аль-Авлакі та вони написали один одному кілька електронних листів. У липні 2010 року Пол Роквуд був засуджений до восьми років ув'язнення за створення списку з 15 потенційних цілей у США, людей, які, на його думку, осквернили іслам. Роквуд був відданим послідовником аль-Авлакі і вивчав його праці «Константи на шляху до джихаду» та «44 шляхи до джихаду».
У жовтні 2008 року Чарльз Аллен, заступник міністра внутрішньої безпеки США з питань розвідки та аналізу, попередив, що аль-Авлакі «націлює мусульман на США радикальними онлайн-лекціями, заохочуючи до терористичних атак зі свого нового дому в Ємені». У відповідь у грудні 2008 року аль-Авлакі написав: «Пропоную придумати хоча б одну таку лекцію, де я заохочую „терористичні атаки“».

#### Стрілянина у Форт-Гуд

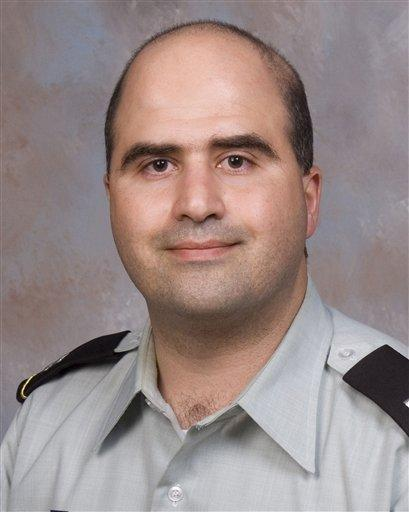
Засуджений стрілець у Форт-Гуд Нідал Хасан

На похорон своєї матері Нідал Хасан відвідав мечеть аль-Авлакіде, де головував аль-Алвакі. Хасан зазвичай відвідував мечеть у Меріленді ближче до місця, де жив, коли працював у медичному центрі Волтера Ріда (2003—2009). ФБР почало розслідування щодо Хасана після того, як спецслужби перехопили щонайменше 18 електронних листів між ним й аль-Авлакі в період з грудня 2008 року по червень 2009 року. Ще до оприлюднення вмісту електронних листів, експерт з питань тероризму Джаррет Брахман заявив, що контакти Хасана з аль-Авлакі мали викликати «сильне хвилювання» через його вплив на радикальних англомовних джихадистів. Чарльз Аллен зазначив, що у Хасана не було жодних причин, пов'язаних з роботою, підтримувати зв'язок з аль-Авлакі. Колишній офіцер ЦРУ Брюс Рідель висловив думку: «Електронне листування зі знаним прихильником Аль-Каїди повинно було викликати тривогу. Навіть якщо вони обмінювалися рецептами, бюро мало б повідомити про це». Об'єднана оперативна група з боротьби з тероризмом з округу Колумбія, яка працювала під керівництвом ФБР, знала про електронні листи та переглянула інформацію. Співробітники армії були поінформовані про електронні листи, але терористичної загрози в запитаннях Хасана вони не помітили. Вони розглядали їх як загальні питання про духовне керівництво щодо конфліктів між ісламом і військовою службою та вважали їх такими, що відповідають законним дослідженням психічного здоров'я мусульман у збройних силах. Не було достатньо інформації для глибшого розслідування. В одному з електронних листів Хасан написав аль-Авлакі: «Я не можу дочекатися, щоб приєднатися до вас [у загробному житті]». «Що звучало як кодові слова», — сказав підполковник Тоні Шаффер, військовий аналітик Центру передових оборонних досліджень. «Він насправді або пропонує себе, або показує, що уже переступив цю межу у власному розумі».
У листопаді 2009 року єменський журналіст Абдулела Хідер Шаї взяв інтерв'ю в аль-Авлакі. Про листування з Хасаном він сказав, що «не наказував і не тиснув на… Хасана, щоб той завдав шкоди американцям». Хасан вперше звернувся до аль-Алвакі 17 грудня 2008 року, представившись, написав: «Ти пам'ятаєш мене? Раніше я молився з тобою в мечеті Вірджинії». Хасан сказав, що став побожним мусульманином приблизно тоді, коли аль-Авлакі проповідував у Дар аль-Хіджра, у 2001 і 2002 роках, а аль-Авлакі сказав: «Можливо, на Нідала вплинула одна з моїх лекцій». Він додав: «З електронних листів було зрозуміло, що Нідал мені довіряє. Він сказав, що говорить зі мною про питання, які ніколи не обговорю з іншими». Аль-Авлакі сказав, що Хасан дійшов власних висновків щодо прийнятності насильства в ісламі, і сказав, що це не був ініціатором. За словами Шая, Нідал надавав докази Анвару, а не навпаки.
На запитання, чи згадував Хасан у своїх електронних листах Форт-Гуд як ціль, Шая відмовився коментувати. За словами Аль-Авлакі, стрілянина була прийнятною в ісламі, оскільки є формою джихаду, а Захід почав військові дії проти мусульман. Аль-Авлакі сказав, що він «благословив цю дію, тому що вона була спрямована проти військової цілі. Солдати, яких вбили, вони були … навчені і підготовлені до Іраку й Афганістану».
Вміст електронних листів аль-Авлакі та Хасана не оприлюднювались, його не внесли до списку найбільш розшукуваних ФБР, не звинуватили у державній зраді, не назвали офіційно співучасником Хасана. Уряд США не бажав класифікувати стрілянину у Форт-Гуді як терористичний акт або називати будь-які мотиви. У січні 2010 року газета «Волл-стріт джорнел» повідомила, що аль-Авлакі «не відіграв прямої ролі» в жодному з нападів, і зазначила, що йому ніколи не висували звинувачень за злочини у США.
Один із його колег-офіцерів у Форт-Гуді сказав, що Хасан був у захваті від аль-Авлакі. На думку деяких дослідників, вчення аль-Авлакі могло сприяти рішенню Хасана влаштувати напад. На своєму вебсайті, аль-Авлакі високо оцінив дії Хасана, назвавши його героєм.

#### Різдвяний день

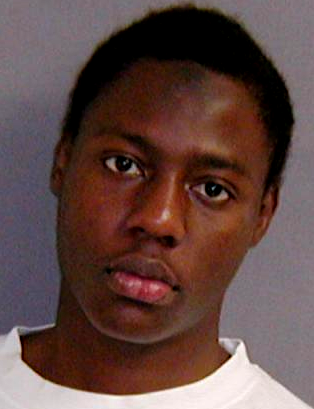
Умар Фарук Абдулмуталлаб, підозрюваний терорист рейсу 253 Northwest Airlines

Згідно з низкою джерел, аль-Авлакі та Умар Фарук Абдулмуталлаб, засуджений за замах на теракт рейсу 253 Northwest Airlines 25 грудня 2009 року, спілкувалися. У січні 2010 року CNN повідомила, що «джерела безпеки» США заявили, що є конкретні докази того, що аль-Авлакі завербував Абдулмуталлаба й був одним із його тренерів і зустрічався з ним перед нападом. У лютому 2010 року аль-Авлакі зізнався в інтерв'ю Аль-Джазірі, що він викладав і листувався з Абдулмуталлабом, але заперечував наказ нападати.
Конгресмен-республіканець Піт Хукстра сказав, що чиновники в адміністрації Обами та чиновники, які мають доступ до інформації правоохоронних органів, повідомили йому, що підозрюваний «можливо мав зв'язок [з аль-Авлакі]».
«The Sunday Times» встановила, що Абдулмуталлаб вперше зустрів аль-Авлакі 2005 року в Ємені, вивчаючи арабську мову. Протягом цього часу підозрюваний відвідував лекції аль-Авлакі.
NPR повідомило, що, за словами неназваних представників розвідки США, він був присутній на проповіді аль-Авлакі в мечеті Фінсбері-Парк. Халід Махмуд, член парламенту від Лейбористської партії Бірмінгем Перрі Барр, колишній опікун мечеті, висловив «серйозні побоювання» щодо керівника. Речник мечеті заявив, що аль-Авлакі ніколи не виступав там і навіть, наскільки йому відомо, не заходив у будівлю.
CBS News, «Дейлі телеграф» і «The Sunday Telegraph» повідомляли, що Абдулмуталлаб слухав трансляцію промови аль-Авлакі в мечеті Східного Лондона. Пізніше газета «Sunday Telegraph» видалила інформацію зі свого вебсайту після скарги мечеті, представники якої заперечували виступи аль-Авлакі у 2005—2008 роках.
Під час обшуків лондонських квартир, пов'язаних з Абдулмуталлабом, слідчі виявили, що він був «затятим шанувальником» аль-Авлакі, оскільки за цими адресами неодноразово відвідувались блог і вебсайт аль-Авлакі.
За даними федеральних джерел, Абдулмуталлаб і аль-Авлакі неодноразово спілкувалися один з одним за рік до нападу. «Голосові повідомлення» між ними були перехоплені восени 2009 року, і одне джерело в уряді повідомило, що аль-Авлакі «якимось чином брав участь у сприянні перевезення або поїздці [Абдулмуталлаба] через Ємен. На навчання, найпевніше». NPR повідомило, що представники розвідки підозрювали, що аль-Авлакі міг наказати Абдулмуталлабу поїхати до Ємену для навчання в Аль-Каїді.

Абдулмуталлаб сказав ФБР, що аль-Авлакі був одним із його тренерів з Аль-Каїди в Ємені. Інші повідомляли, що він зустрічався з аль-Авлакі за кілька тижнів до нападу. «Лос-анджелес таймс» повідомила, що, за словами представника розвідки США, перехоплення й інша інформація вказують на зв'язки між ними:
Частина інформації… від Абдулмуталлаба, який … сказав, що зустрічався з аль-Авлакі та високопоставленими членами Аль-Каїди під час тривалої поїздки до Ємену цього року, і що священнослужитель причетний до деяких моментів в плануванні або підготовки нападу та наданні йому релігійного обґрунтування. Інші розвідувальні дані, що пов'язують цих двох, стали очевидними після спроби вибуху, включно з повідомленнями, перехопленими Агентством національної безпеки, які вказують на те, що священнослужитель зустрічався з «нігерійцем» у рамках підготовки до якоїсь операції.
Віцепрем'єр-міністр Ємену з питань оборони та безпеки Рашад Мохаммад аль-Алімі заявив, що єменські слідчі вважають, що у жовтні 2009 року Абдулмуталлаб відвідував Шабву. На думку слідчих, він отримав тоді вибухівку та пройшов навчання. Він зустрівся з членами Аль-Каїди в будинку, побудованому аль-Авлакі. Високопоставлений урядовець Ємену сказав, що вони зустрічалися один з одним.
У січні 2010 року аль-Авлакі визнав, що восени 2009 року зустрічався та розмовляв з Абдулмуталлабом у Ємені. В інтерв'ю аль-Авлакі зізнався: «Умар Фарук — один із моїх учнів, я спілкувався з ним. І я підтримую його вчинок». Він додав: «Я не казав йому робити цю операцію, але я її підтримую». На початку лютого 2010 року Fox News повідомила, що Абдулмуталлаб сказав федеральним слідчим, що аль-Авлакі наказав йому здійснити вибух.
У червні 2010 року Майкл Лейтер, директор Національного контртерористичного центру, заявив, що аль-Авлакі мав «пряму оперативну роль» у змові.

#### Шаріф Моблі
Шаріф Моблі визнав спілкування з Анваром аль-Авлакі. Сім'я Моблі стверджує, що він надавав духовне керівництво в подальших дослідженнях ісламу.
Сім'я Моблі виїхала до Ємену і проживала там протягом кількох років. Вони вирішили повернутися до США і пішли до посольства США, щоб оновити проїзні документи. Очікуючи на документи, Шаріфа Моблі викрали єменські служби безпеки та підстрелили 26 січня 2010 року. Його утримували в Центральній в'язниці Ємену. Моблі зник з в'язниці 27 лютого 2014 року. Посольству США в Ємені (закрите 2015 року) було відомо про його поточне місцеперебування, але його сім'я та юридичні радники не повідомляли на основі Положення Державного департаменту США щодо «громадян США, зниклих безвісти за кордоном».
Уряд Ємену зняв усі звинувачення, пов'язані з «тероризмом/терористичною діяльністю». Зняті звинувачення, пов'язані з «вбивством охоронця під час спроби втечі з лікарні», й інших судових процесів проти нього в Ємені.

#### Терорист на Таймс-сквер
Файсал Шахзад, 2010 року засуджений за спробу вибуху автомобіля на Таймс-сквер, повідомив на допиті, що він був «фанатом і послідовником» аль-Авлакі, а його твори стали одним із джерел натхнення для нападу. 6 травня 2010 року ABC News повідомила, що згідно з невідомими джерелами Шахзад зв'язався з аль-Авлакі через Інтернет, але інформацію неможливо перевірити незалежно.

#### Поранення колишнього британського міністра Стівена Тімма
Рошонара Чудрі, який у травні 2010 року напав з ножем на члена кабінету міністрів Великої Британії Стівена Тіммса і був визнаний винним у замаху на вбивство у листопаді 2010 року, стверджував, що став радикальнішим, слухаючи онлайн-проповіді аль-Авлакі.

#### Загроза смерті карикатуристу «Seattle Weekly»
2010 року, після дня «Намалюй Магомета», карикатуристка Моллі Норріс з «Seattle Weekly» за пропозицією ФБР змінила ім'я, переїхала та переховувалася через фетву аль-Авлакі, яка закликала до її смерті. У червневому номері 2010 року «Inspire», англомовного журналу Аль-Каїди, аль-Авлакі прокляв її та вісім інших осіб за «богохульські карикатури» на Магомета. «Ліки, призначені посланником Аллаха, є стратою причетних», — написав він. Денієль Пайпс зауважив у статті «Дуельні фетви», що «Авлакі стоїть на безпрецедентному роздоріжжі проголошень смерті, і він націлений на Норріс, навіть коли уряд США полює на нього».

#### Змова бомбардування вантажних літаків
«Ґардіан», «Нью-Йорк таймс» і «Дейлі телеграф» повідомили, що представники антитерористичної служби США та Великої Британії вважають, що аль-Авлакі стоїть за бомбами PETN для вантажного літака, які були відправлені з Ємену до Чикаго у жовтні 2010 року. Коли представника внутрішньої безпеки США Джона Бреннана запитали про причетність аль-Авлакі до змови, він сказав: «Будь-хто, пов'язаний з Аль-Каїдою на Аравійському півострові, викликає занепокоєння».

## Останні роки
Батько, плем'я та прихильники аль-Авлакі заперечували його зв'язки з Аль-Каїдою й ісламістським тероризмом. Батько наполягав на невинуватості сина в інтерв'ю Полі Ньютон з CNN, сказавши: «Я боюся, що вони зроблять з моїм сином. Він не Осама бен Ладен, вони хочуть зробити з нього щось, чим він не є». Відповідаючи на твердження єменського чиновника про те, що його син знайшов притулок в Аль-Каїді, Насер сказав: «Він абсолютно неправий. Чого ви очікуєте від мого сина? На село падають ракети. Він повинен сховатися. Але він не ховається разом з Аль-Каїдою; наше плем'я захищає його прямо зараз».
Уряд Ємену намагався змусити вождів племен передати їм аль-Авлакі. Вони пообіцяли, що не передадуть його США для допиту. У січні 2010 року губернатор Шабви заявив, що аль-Авлакі пересувався разом з членами Аль-Каїди, включно з Фахдою аль-Кусо, якого розшукували у зв'язку з вибухом корабля USS Cole.
У січні 2010 року юристи Білого дому обговорювали законність вбивства аль-Авлакі, враховуючи його громадянство США. Офіційні особи США заявили, що міжнародне право дозволяє цілеспрямоване вбивство у випадку, якщо суб'єкт становить «безпосередню загрозу». Через громадянство США, його вбивство мала схвалити Радою національної безпеки. Подібні дії проти громадянина США вкрай рідкісні. Як військовий ворог США, аль-Авлакі не підпадав під дію Указу 11905, який забороняє вбивства з політичних мотивів. Дозвіл, однак, був суперечливим.
4 лютого 2010 року газета «Нью-Йорк дейлі ньюз» повідомила, що аль-Авлакі «тепер у списку цілей за підписом адміністрації Обами». 6 квітня «Нью-Йорк таймс» повідомила, що президент Обама санкціонував вбивство аль-Авлакі.
— Член Палати представників Джейн Гарман, голова Підкомітету Палати представників з внутрішньої безпеки
Плем'я аль-авалік відповіло: «Ми застерігаємо від співпраці з Америкою для вбивства шейха Анвара аль-Авлакі. Ми не будемо бездіяльно спостерігати». Плем'я аль-Авлакі написало, що «не будемо посиденьки справляти, якщо хтось торкнеться волосини Анвара аль-Авлакі, або якщо хтось планує або шпигує проти нього. Кожен, хто ризикує донести на нашого сина (Авлакі), стане мішенню аль-аваліка», і попередило «проти співпраці з американцями» у захопленні або вбивстві аль-Авлакі. Абу Бакр аль-Кірбі, міністр закордонних справ Ємену, оголосив, що єменський уряд не отримав жодних доказів від США, і що «Анвар аль-Авлакі завжди вважався проповідником, а не терористом, і його не треба розглядати терористом, якщо в американців немає доказів того, що він причетний до тероризму».
— Саджан М. Гохель, Азійсько-Тихоокеанський фонд
У відеоролику з зображенням Аль-Каїди на Аравійському півострові, опублікованому 16 квітня в щомісячному журналі Аль-Каїди «Sada Al-Malahem», аль-Авлакі сказав: «У чому мене звинувачують? У закликах до правди? Закликах до джихаду заради Аллаха? Чи закликах захищати справи ісламської нації?». У відео він також хвалить Абдулмуталлаба та Хасана, і описує обох як своїх «учнів».
Наприкінці квітня конгресмен Чарлі Дент представив резолюцію, яка закликає Державний департамент США позбавити аль-Авлакі американського громадянства. У травні представники США вважали, що він був безпосередньо залучений до терористичної діяльності. Колишній колега Абдул-Малік сказав, що він «терорист у моїй книзі», і порадив магазинам не продавати його публікацій. У редакційній статті «Investor's Business Daily» назвав аль-Авлакі «найнебезпечнішою людиною в світі» і рекомендував додати його до списку найбільш розшукуваних терористів ФБР, присудити винагороду за нього, визнати глобальним терористом з особливого списку, звинувачений у державній зраді, і подати документи про екстрадицію до уряду Ємену. IBD розкритикував Міністерство юстиції за перешкоджання розслідуванню групи безпеки сенатора Джо Лібермана щодо ролі аль-Авлакі у різанині у Форт-Гуді.
16 липня Міністерство фінансів США внесло його до списку глобальних терористів з особливою категорією. Стюарт Леві, заступник міністра фінансів з питань тероризму та фінансової розвідки, назвав його «надзвичайно небезпечним» і заявив про його причетність до кількох організаційних аспектів тероризму, як-от вербування, навчання, збір коштів і планування нападів.
Через кілька днів Рада Безпеки ООН включила аль-Авлакі до Резолюції 1267 до списку осіб, пов'язаних з Аль-Каїдою, описавши його як лідера, вербувальника та тренера для Аль-Каїди на Аравійському півострові. Резолюція передбачає, що члени ООН повинні заморозити активи будь-кого зі списку та не дозволяти їм подорожувати чи отримувати зброю. Наступного тижня канадські банки мали арештувати усі активи, що належали аль-Авлакі. Старший офіцер відділу боротьби з тероризмом Канадської королівської кінної поліції Жиль Мішо назвав його «головним фактором радикалізації». У вересні 2010 року Джонатан Еванс, генеральний директор Служби внутрішньої безпеки та контррозвідки Великої Британії (MI5), зарахував аль-Авлакі до ворогів № 1 Заходу.
У жовтні 2010 року конгресмен США Ентоні Вайнер закликав YouTube видалити відео аль-Авлакі, заявивши, що це «сприяє вербуванню доморощених терористів». Полін Невілл-Джонс, британський міністр безпеки, сказала, що «ці вебсайти… підбурюють до холоднокровних вбивств». YouTube почав видаляти матеріал у листопаді 2010 року.
2 листопада аль-Авлакі заочно звинуватили в Сані, Ємен, у змові з метою вбивства іноземців і членстві в Аль-Каїді. Голова прокуратури Алі аль-Санеа оголосив звинувачення під час суду над Хішамом Ассемом, який вбив працівника нафтової промисловості Жака Спаньоло. Він сказав, що аль-Авлакі й Ассем підтримували зв'язок протягом місяців, й аль-Авлакі заохочував Ассема до тероризму. Адвокат аль-Авлакі заявив, що його клієнт не причетний до смерті Спаньоло. 6 листопада єменський суддя Мохсен Алван наказав спіймати аль-Авлакі «живим чи мертвим».
У своїй книзі «Ticking Time Bomb: Counter-Terrorism Lessons from the US Failure for Prevent the Fort Hood Attack» (2011) колишній американський сенатор Джо Ліберман назвав аль-Авлакі, австралійського мусульманського проповідника Феїза Мохаммада, мусульманського священнослужителя Абдуллу ель-Фейсала й американця пакистанського походження Саміра Хана «віртуальною духовною підтримкою», які користуються Інтернетом, щоб запропонувати релігійне виправдання ісламістському тероризму.

## Позов проти США
У липні 2010 року батько аль-Авлакі, Нассер аль-Авлакі, звернувся до Центру конституційних прав й Американської спілки захисту громадянських свобод, щоб представляти інтереси свого сина в судовому процесі з виключення Анвара зі списку смертників. Джаміль Джаффер зі спілки сказав:
США не перебувають у стані війни Єменом, і в уряду немає карт-бланшу, щоб вбивати підозрюваних у тероризмі, де б вони не були. Серед аргументів, які ми наводитимемо, є те, що за межами реальних зон бойових дій повноваження на застосування летальної сили є вузькими, і збереження верховенства права залежить від збереження цих повноважень.
Адвокати особливо небезпечних глобальних терористів повинні отримати спеціальну ліцензію від Міністерства фінансів США, щоб представляти своїх клієнтів у суді. Адвокати отримали ліцензію 4 серпня 2010 року.
30 серпня 2010 року групи подали позов про «цілеспрямоване вбивство», назвавши відповідачами президента Обаму, директора ЦРУ Леона Панетту та міністра оборони Роберта Гейтса. Вони вимагали судової заборони, яка запобігає цілеспрямованому вбивству аль-Авлакі, а також вимагали від уряду розкриття стандартів, згідно з якими громадяни США можуть бути «мішенями для смерті». Суддя Джон Д. Бейтс відхилив позов у 83-сторінковій постанові, постановивши, що батько не мав юридичного права для подання позову, і що його вимоги не підлягали судовому перегляду відповідно до доктрини політичного питання, оскільки він ставив під сумнів рішення, яке Конституція США доручає політичній гілці влади.
5 травня 2011 року США спробували, але не змогли вбити аль-Авлакі, випустивши ракету з безпілотного дрона по машині в Ємені. Представник служби безпеки Ємену повідомив, що двоє бойовиків Аль-Каїди, які перебували в автомобілі, загинули.

## Смерть
30 вересня 2011 року аль-Авлакі загинув під час удару безпілотника США в мухафазі Аль-Джауф, Ємен. За даними американських джерел, удар завдало Об'єднане командування спеціальних операцій під керівництвом ЦРУ. Свідок сказав, що група, в якій він був, зупинилася, щоб поснідати під час поїздки до міхафази Маріб. Пасажири помітили безпілотник і спробували втекти на транспортному засобі, перш ніж були випущені ракети Hellfire. Міністерство оборони Ємену оголосило про вбивство аль-Авлакі. Також загинув американець Самір Хан, який народився в Саудівській Аравії, імовірно стояв за англомовним вебжурналом Аль-Каїди «Inspire». Президент США Барак Обама сказав:
Смерть Авлакі є сильним ударом по найактивнішій оперативній філії Аль-Каїди. Він взяв на себе керівництво плануванням і спрямовував зусилля на вбивства невинних американців… і він неодноразово закликав людей у США й у всьому світу вбивати невинних чоловіків, жінок і дітей, щоб просувати вбивчу програму. [Удар] є ще одним доказом того, що Аль-Каїда та її філії не знайдуть притулку ніде в світі.
Журналіст і письменник Гленн Грінвальд, який пізніше співпрацював з американським інформатором Едвардом Сноуденом, стверджував на Salon.com, що вбивство аль-Авлакі порушило право на свободу слова згідно з Першою поправкою, і вчинення цього поза межами кримінального провадження порушувало положення Конституції due process, покликаючись на рішення Верховного суду 1969 року у справі «Бранденбург проти Огайо», що «конституційні гарантії свободи слова та свободи преси не дозволяють державі забороняти або засуджувати пропаганду застосування сили». Згадав про сумніви серед єменських експертів щодо ролі аль-Авлакі в Аль-Каїді та назвав звинувачення уряду США проти нього неперевіреними та бездоказовими.

У листі від 22 травня 2013 року до голови юридичного комітету Сенату США Патріка Лейгі генеральний прокурор США Ерік Голдер написав, що
високопоставлені урядовці США […] дійшли висновку, що Аль-Авлакі представляв постійну та неминучу загрозу насильницького нападу на США. Перед проведенням операції, внаслідок якої вбили аль-Авлакі, високопосадовці також визначили, ґрунтуючись на ретельному оцінюванні обставин на той час, що схопити аль-Авлакі неможливо. Крім того, високопоставлені посадові особи визначили, що операція проводитиметься відповідно до застосовних принципів військового права, включно з основними принципами (1) необхідності – вимога, щоб ціль мала певну військову цінність; (2) розрізнення – ідея, що лише військові об'єкти можуть бути навмисними цілями та що цивільні особи захищені від навмисного обстрілу; (3) пропорційність – уявлення про те, що очікуваний побічний збиток дії не може бути надмірним стосовно очікуваної конкретної та прямої військової переваги; і (4) людство – принцип, який вимагає від нас використовувати зброю, яка не завдасть непотрібних страждань. Операція також була проведена відповідно до суверенітету Ємену. […] Рішення націлитися на Анвара аль-Авлакі було законним, обдуманим і справедливим.
21 квітня 2014 року Апеляційний суд другого округу США постановив, що адміністрація Обами повинна оприлюднити документи, які виправдовують вбивства безпілотниками іноземців й американців, зокрема Анвара аль-Авлакі. У червні 2014 року Міністерство юстиції США оприлюднило меморандум 2010 року, написаний виконувачем обов'язків голови Офісу юрисконсульта департаменту Девідом Берроном. У меморандумі зазначалося, що Анвар аль-Авлакі становив значну загрозу з малою ймовірністю захоплення. Таким чином, Беррон виправдав вбивство як законне, оскільки «Конституція не вимагає від уряду забезпечувати подальший процес». Редакційна колегія «Нью-Йорк таймс» відхилила зміст меморандуму для вбивства аль-Авлакі, заявивши, що він «дає мало впевненості, що смертельна акція була вжита з реальною обережністю», натомість описавши його як «шахрайство правових теорій, деякі з яких ґрунтуються на незрозумілих інтерпретаціях британського й ізраїльського законодавства — це було чітко пристосовано до бажаного результату». Юрист ACLU назвав меморандум «тривожним» і «зрештою аргументом того, що президент може наказувати цілеспрямовані вбивства американців, ніколи не звітуючи перед кимось поза виконавчою владою».

## Спадщина
Американський політолог Сет Джонс, який спеціалізується на Аль-Каїді, сказав, що незмінна актуальність аль-Авлакі пояснюється його вільним володінням англійською мовою, а також його харизмою, уточнюючи, що «він мав знезброювальну ауру та дратівну впевненість, з легкою усмішкою і заспокійливий, красномовний голос. Був довгов'язим шість футів і один дюйм [185 см], важив 160 фунтів [73 кг], мав густу чорну бороду, великий ніс й окуляри в металевій оправі. Він говорив чистим, майже гіпнотичним голосом».
Відеозаписи та твори аль-Авлакі залишаються дуже популярними в Інтернеті, де вони й нині легкодоступні. За оцінками журналіста Скотта Шейна, кількість тих, хто переглядав і дивився його відео, обчислюється сотнями тисяч, а його батько, доктор Насер Авлакі, каже, що «на Заході продали п'ять мільйонів записів проповідей Анвара Авлакі». Таким чином, навіть після своєї смерті аль-Авлакі продовжував надихати своїх прихильників на здійснення терористичних атак, включно з вибухом на Бостонському марафоні 2013 року, стріляниною на Сан-Бернардіно 2015 року та стріляниною у нічному клубі в Орландо 2016 року. За даними Проєкту боротьби з екстремізмом, 88 «екстремістів», 54 у США та 34 у Європі, перебували під впливом аль-Авлакі. Оскільки його робота «надихнула незліченну кількість змов і нападів», проєкт оголосив, що «соціальні медіа, зокрема YouTube, повинні вжити заходів для остаточного видалення всіх відео аль-Авлакі».

## Документи FOIA
Під час розслідування ФБР терактів 11 вересня було виявлено, що кілька нападників відвідували мечеті в Сан-Дієго та Фоллз-Черч, пов'язані з аль-Авлакі. Інтерв'ю з членами мечеті Сан-Дієго показали, що Наваз аль-Хазмі, один із нападників, міг мати з ним приватну розмову. На підставі цього за ним встановили цілодобовий нагляд. Виявилося, що він регулярно відвідував повій. 2002 року аль-Авлакі дізнався про стеження ФБР завдяки допиту повій та операторів ескорт-послуг ФБР. Невдовзі він залишив США.
У січні 2013 року Fox News оголосила, що документи ФБР, отримані організацією Judicial Watch через запит Закону про свободу інформації, показали можливі зв'язки між аль-Авлакі та нападниками 11 вересня. За даними організації, документи показують, що ФБР знало, що аль-Авлакі купив квитки для трьох викрадачів на рейс до Флориди та Лас-Вегаса. Judicial Watch також заявила, що аль-Авлакі «був у центрі уваги розслідування ФБР 11 вересня. Вони показують, що він не співпрацював і що за ним стежили».
Відповідаючи на запит Fox News, ФБР заперечило наявність доказів зв'язку між аль-Авлакі та нападами 11 вересня: «ФБР застерігає від висновків на основі відредагованих документів FOIA. ФБР і слідчі органи не знайшли доказів зв'язку Анвара аль-Авлакі з нападом 11 вересня 2001 року. Документ, на який покликаються, не пов'язує Анвара аль-Авлакі з будь-якою покупкою авіаквитків для викрадачів».

## Сім'я

### Абдулрахман аль-Авлакі
У Анвара аль-Авлакі та єгиптянки Гіхан Мохсен Бейкер був син Абдулрахман Анвар аль-Авлакі, який народився 26 серпня 1995 року в Денвері та мав американське громадянство. Хлопчик загинув 14 жовтня 2011 року в Ємені у 16 років під час удару американського безпілотника, ініційованому ЦРУ, разом з іншими дев'ятьма людьми включно з 17-річним двоюрідним братом Абдулрахмана. За словами родичів, незадовго до смерті батька Абдулрахман покинув сімейний дім у Сані та вирушив до Шабви в пошуках батька, який, як вважалося, переховувався в цьому районі (хоча насправді він перебував за сотні кілометрів). Абдулрахман сидів у кафе просто неба у Шабві, коли його вбили. За словами представників США, вбивство Абдулрахмана аль-Авлакі було помилкою; ціллю був єгиптянин Ібрагім аль-Банна, якого не було під час атаки. Правозахисні групи порушили питання, чому американський громадянин був убитий США в країні, з якою США офіційно не перебувають у стані війни. Відомо, що Абдулрахман аль-Авлакі не мав незалежного зв'язку з тероризмом.

### Насер аль-Авлакі
Насер аль-Авлакі — батько Анвара і дідусь Абдулрахмана аль-Авлакі. Аль-Авлакі заявив, що вважав сина неправомірно звинуваченим і він не є членом Аль-Каїди. Після смерті сина й онука Насер в інтерв'ю журналу «Тайм» назвав вбивства злочином і прямо засудив президента США Обаму, сказавши: «Я закликаю американський народ притягнути вбивць до відповідальності. Я закликаю їх викрити лицемірство лавреата Нобелівської премії 2009 року, для мене та моєї родини він не більше ніж вбивця дітей».
2013 року Насер аль-Авлакі опублікував статтю у «Нью-Йорк таймс», в якому стверджував, що навіть через два роки після вбивства його онука адміністрація Обами відмовляється надати пояснення. 2012 року він подав позов «Аль-Авлакі проти Панетти», в якому оскаржував конституційність вбивства його сина й онука дронами. У квітні 2014 року суддя окружного суду округу Колумбія Розмарі Коллієр позов відхилила.

### Тарік аль-Дахаб
Тарік аль-Дахаб, очільник повстанців Аль-Каїди в Ємені, був зятем аль-Авлакі. 16 лютого 2012 року організація заявила, що його вбили агенти, хоча ЗМІ припускають, що його убив брат у кривавій сімейній ворожнечі.

### Навар аль-Авлакі
29 січня 2017 року 8-річна донька Анвара аль-Авлакі, Навар аль-Авлакі, громадянка США, була вбита під час операції DEVGRU, санкціонованої президентом Дональдом Трампом.

## Ісламська освіта
Ісламська освіта аль-Авлакі була в основному неформальною і складалася з періодичних місяців, коли різні вчені читали й обдумували ісламські наукові праці. Попри відсутність релігійної кваліфікації та майже без релігійної освіти, аль-Авлакі зробив собі ім'я як оратор, який випускав популярні аудіозаписи. Не всім зрозуміла популярності аль‑Авлакі, хоча він вільно розмовляв англійською мовою і, отже, міг охопити велику неарабомовну авдиторію, йому бракувало формальної ісламської підготовки та навчання.

## Ідеологія
Перебуваючи у в'язниці в Ємені після 2004 року, аль-Авлакі перебував під впливом праць Саїда Кутби, названого «Нью-Йорк таймс» засновником сучасного «антизахідного джихадистського руху». Він читав від 150 до 200 сторінок на день творів Кутби і «настільки занурився в автора, що відчував, що Саїд був зі мною в моїй камері і розмовляв зі мною безпосередньо».
Консультант з питань тероризму Еван Кольманн 2009 року назвав аль-Авлакі «одним із головних світил джихаду для потенційних доморощених терористів». Його вільне володіння англійською мовою, відвертий захист джихаду й організацій моджахедів і його підхід до Інтернету — потужне поєднанням". Він назвав лекцію аль-Авлакі «Константи на шляху джихаду», яка, за його словами, базувалася на подібному документі, написаному засновником Аль-Каїди, «віртуальною Біблією для мусульманських екстремістів-одинаків». Філіп Мадд, колишній співробітник Національного антитерористичного центру ЦРУ та головний радник з розвідки ФБР, назвав його «магнетичним персонажем …сильним оратором». Він залучав до своїх лекцій молодих людей, особливо мусульман із США та Великої Британії.
Американські представники та деякі американські ЗМІ назвали аль-Авлакі ісламським фундаменталістом і звинувачували його в заохоченні до тероризму. Згідно з документами, знайденими в схованці бен Ладена, лідер Аль-Каїди не був впевнений щодо кваліфікації аль-Авлакі.

## Доробок
Фонд Nine Eleven Finding Answers заявив, що здатність аль-Авлакі вільно писати та говорити англійською дозволила йому підбурювати англомовних мусульман до тероризму. Аль-Авлакі зазначив у книзі «44 способи підтримки джихаду», що більшість матеріалів на цю тему арабською мовою.

### Письмовий доробок
- 44 способи підтримки джихаду: есе (січень 2009)[18]. У ньому аль-Авлакі стверджує, що «ненависть до кафірів є центральним елементом нашого військового віровчення» і всі мусульмани зобов'язані брати участь у джихаді: діяти самим або підтримувати тих, хто це роблять. Він каже, що всі мусульмани повинні залишатися фізично здоровими, щоб бути готовими до конфлікту[48][99]. За словами представників США, це вважається ключовим текстом для членів Аль-Каїди[246].
- Аль-Авлакі писав для «Jihad Recollections», англомовного онлайнвидання Al-Fursan Media[247].
- Аллах готує нас до перемоги – коротка книга (2009)[248].

### Лекції
- Лекції у книзі «Константи на шляху джихаду» аль-Аїрі — стосується джихаду без лідерів[48].
- 2009 року уряд Великої Британії виявив, що 1910 його відео було розміщено на YouTube. Одне з них переглянули 164 420 разів[249].
- Битва сердець і розумів
- Пил ніколи не осяде
- Сни та тлумачення
- Потойбічний світ — 16 компакт-дисків — Al Basheer Productions[59]
- Життя Могамета: період Меккан — 16 компакт-дисків — Al Basheer Productions
- Життя Могамета: Медінський період — Лекція у 2 частинах — 18 компакт-дисків — Al Basheer Productions
- Життя пророків (AS) — 16 компакт-дисків — Al Basheer Productions
- Абу Бакр ас-Сіддік (RA): Його життя та часи — 15 компакт-дисків — Al Basheer Productions
- Умар ібн аль-Хаттаб (RA): Його життя та часи — 18 компакт-дисків — Al Basheer Productions
- 25 обіцянок Аллаха вірянам — 2 компакт-диски — Noor Productions
- Companions of the Ditch & Lessons from the Life of Musa (AS) — 2 компакт-диски — Noor Productions
- Пам'ять про Аллаха та найбільший аят — 2 компакт-диски — Noor Productions
- Історії з хадисів — 4 компакт-диски — Центр ісламської інформації та освіти («CIIE»)
- Пекельний вогонь і Судний день —CD—CIIE
- У пошуках істини: історія Салмана аль-Фарсі (РА) —CD—CIIE
- Випробування та уроки для мусульманських меншин —CD—CIIE
- Young Ayesha (RA) & Mothers of the Believers (RA) —CD—CIIE
- Розуміння Корану —CD—CIIE
- Уроки сподвижників (RA) Життя як меншість —CD—CIIE
- Чесноти Сахаба — серія відеолекцій, за сприяння Фонду аль-Васатія

### Вебсайт
Підтримував вебсайт і блог, на яких ділився своїми поглядами. 11 грудня 2008 року він сказав, що мусульмани не повинні прагнути «служити в арміях невірян і воювати проти своїх братів».
В есе «44 способи підтримки джихаду», опублікованому у своєму блозі у лютому 2009 року, аль-Авлакі закликав інших «боротися з джихадом» і пояснював, як давати гроші моджахедам або їхнім родинам. Проповідь аль-Авлакі заохочує інших опанувати зброю та виховувати дітей «у любові до Джихаду». Того ж місяця він написав: «Я молюся, щоб Аллах знищив Америку та всіх її союзників». Він писав: «Ми впроваджуватимемо правління Аллаха на Землі вістрям меча, подобається це масам чи ні». 14 липня заявив, що мусульманські країни не повинні пропонувати військову допомогу США: «Провину слід покласти на солдата, який готовий виконувати накази… який продає свою релігію за кілька доларів». У дописі «Боротьба проти урядових армій у мусульманському світі» в блозі від 15 липня 2009 року аль-Авлакі написав: "Благословенні ті, хто бореться проти [американських солдатів], і благословенні ті шахіди [мученики], яких вони вбили.
У відео, опублікованому в Інтернеті 8 листопада 2010 року, аль-Авлакі закликав мусульман вбивати американців «без вагань» і скидати арабські уряди, які співпрацюють зі США: «Не радьтеся ні з ким у боротьбі з американцями, боротьба з дияволом не потребує консультацій, молитов або пошуку божественного керівництва. Вони — партія дияволів». Того місяця фахівець з розвідувальних досліджень Кевін Йорк з відділу боротьби з тероризмом Департаменту поліції Нью-Йорка назвав його «найнебезпечнішою людиною в світі».